# Braunsapis rugosella
Braunsapis rugosella là một loài Hymenoptera trong họ Apidae. Loài này được Cockerell mô tả khoa học năm 1936.